# Tour della nazionale maschile di rugby a 15 dell'Australia 1947-1948
Il  Tour della Nazionale di rugby a 15 dell'Australia 1947-1948 fu una serie di match di rugby a 15, disputati tra il luglio 1947 il marzo 1948 dalla nazionale australiana. Un tour molto lungo che toccò Ceylon, le Isole Britanniche, la Francia e il Nord America.
I Wallabies disputarono ben 41 match di cui 5 test match ufficiali e 36 ufficiosi contro selezioni o club. Fu il primo grande tour di una squadra dell'emisfero sud dopo la fine della seconda guerra mondiale e il primo di una squadra australiana dopo vent'anni e dopo la ricostruzione della Australian Rugby Union. L'ultimo era stato il tour del 1927-28 dei Waratahs del Nuovo Galles del Sud. In effetti il tour era previsto per il 1939, ma lo scoppio della guerra lo aveva fatto annullare, quando la squadra era già ormai in Inghilterra.
Il risultato fu eccellente per gli australiani, che riuscirono a non subire mete nei cinque match contro le nazionali britanniche, perdendo solo contro il Galles
Fu l'ultimo tour rugbistico di così lunga durata: il passaggio dalla nave all'aereo come mezzo di trasporto avrebbe in seguito resi più rapidi questi viaggi.
Lo stile di gioco degli australiani stava mostrando nuove caratteristiche basate sulla corsa, non ancora proprie delle squadre europee. A spingere gli australiani verso un gioco più veloce e spettacolare era anche la concorrenza del rugby a 13, mentre in Europa questa concorrenza era assai minore.

## La squadra e i suoi capitani
Un gruppo di 30 giocatori fu selezionato per essere capitanato da Bill McLean, giocatore di grande esperienza e con grandi doti di leader.
Su padre Doug e suo fratello Doug Jr. erano stati nazionali australiani prima nel rugby a 15, poi nel rugby a 13 ed anche suo fratello maggiore aveva viaggiato con i Wallabies in tour in Nuova Zelanda. Bill avrebbe dovuto far parte della squadra che, capitanata da Vay Wilson, avrebbe dovuto girare l'Europa nel 1939. Durante la guerra aveva combattuto i giapponesi in un commando dell'"Australian Imperial Force" in Borneo ed aveva capitanato i Wallabies in quattro match contro gli All Blacks. Il tour era dunque per lui una sorta di pratica inevasa dal 1939 da sbrigare.
Il vice capitano era un giovanissimo Trevor Allan. Aveva solo 20 anni ed aveva impressionato nei suoi primi match sia nella selezione statale che in quella nazionale. La tradizione dei primi tour australiani prevedeva che il manager si occupasse dell'organizzazione e il suo assistente dell'allenamento. In questo caso invece Tancred e McLean si preoccuparono dell'allenamento e Jeff Noseda dell'amministrazione.
Dopo sole sei partite minori svanì il sogno di Bill McLean di giocare contro l'Inghilterra a Twickenham: nel match contro la selezione militare dei Combined Services, a pochi minuti dalla fine fu sottoposto ad un duro placcaggio da tre giocatori inglesi: le cronache riportano che il rumore di ossa rotte si sentirono sugli spalti. McLean subì una brutta frattura della tibia e del perone e terminò la sua carriera internazionale.
Trevor Allan divenne così a soli 21 anni compiuti da pochi giorni il capitano della squadra. Allan guidava una squadra piena di veterani di guerra come Ken Kearney, Colin Windon, Eddie Broad e Neville Emery; tre medici qualificati come Phil Hardcastle, Doug Keller e Clem Windsor ed un mix di giocatori vecchi e nuovi.

## Itinerario del tour[4]
Dopo aver perso una serie di due test con la Nuova Zelanda, la squadra partì da Sydney Harbour nel luglio 1947 a bordo della nave passeggeri Orion. Lasciarono l'Australia per Fremantle ed attraccarono a Colombo, dove furono accolti come già i Waratahs del 197-28 dalla comunità degli immigrati australiani.
Transitarono dunque per Aden e Porto Said, prima di arrivare in Inghilterra a Tilbury.
Dopo aver visitato una Londra ancora segnata dalle distruzioni della guerra, si recarono a Penzance in Cornovaglia dove poterono cominciare ad allenarsi prima di affrontare vittoriosamente la selezione mista delle Contee di Cornovaglia e Devon.
Purtroppo quelli che dovevano essere solo match di preparazione ebbero brutti effetti con il citato infortunio a McLean e la perdita dell'ala Charlie Eases che si ruppe un braccio nel match contro Newport.
Seguirono accaniti match contro Cardiff e Llanelli, prima che i Wallabies tornassero a Londra dove visitarono la Camera dei Comuni e la Camera dei Lord ed incontrarono il premier Clement Attlee al numero 10 di Downing Street. Più tardi al St James Palace furono ricevuti dal Duca of Gloucester, fratello del re ed ex governatore d'Australia, suo figlio William. 
Infine furono ricevuti da re Giorgio VI dalla consorte dalle principesse Elizabetta e Margaret. Quando si recarono in Irlanda per il secondo test, incontrarono il presidente Éamon de Valera.
Tornati in Gran Bretagna dopo il test francese, affrontarono i Barbarians che per la prima volta furono chiamati ad incontrare una nazionale, dando il via ad una tradizione ancora oggi esistente. Nei Barbarians scesero in campo sei giocatori della nazionale inglese, cinque di quella gallese, due scozzesi e un nazionale irlandese. In pratica, si trattava di una squadra paragonabile ai British and Irish Lions.
Nel rispetto della tradizione venne selezionato un giocatore senza presenze internazionali: venne scelto l'ala del Blackheath Martin Turner.
I Barbarians vinsero 9-6, e nel "terzo tempo" diedero l'onorificenza di "Barbarian Onorario"  a McLean.
Fu l'ultimo match in Europa. A seguire gli australiani s'imbarcarono sulla nave Queen Mary, diretti a New York, da lì attraversarono gli Stati Uniti disputando vari incontri-esibizione contro molte squadre, comprese selezioni di immigrati australiani e squadre di football americano.
L'ultimo match del tour fu contro la UCLA.
Da lì per la prima volta effettuarono il rientro in aereo con soste alle Hawaii, isola Canton e Figi, prima di arrivare a Sydney nel marzo 1948. Due anni dopo quell'aereo si schiantò durante un volo tra Melbourne e Perth uccidendo tutte le ventinove persone a bordo.

## I match
Sistema di punteggio: meta = 3 punti, Trasformazione=2 punti .Punizione e calcio da mark=  3 punti. drop = 4 punti. 

### L'inizio del tour e il dramma di McLean
L'esordio avvenne a Camborne contro la selezione mista delle contee di Cornovaglia e Devon.
Un facile successo, malgrado i giocatori australiani vennero ripresi più volte dall'arbitro internazionale Gadney per il gioco rude.
Seguirono due buon successo contro Midland Counties, di fronte a 16.000 spettatori e la mista di Gloucester e Somerset.
Quindi la squadra si spostò in Galles, dove faticò contro una selezione mista dei club di Albertillery e Cross Keys, prima di affrontare il primo match importante contro Newport. Contro la squadra della capitale gallese vennero sconfitti anche a causa di tre infortuni a tre "avanti" (Dowson Shedadie Tweedale).
Arrivò dunque il match contro Combined Services, squadra militare mista di Marina, Aeronautica ed esercito, con il citato infortunio a Mc Lean.
Seguì il match contro la mista di Northumberland and Durham. Una vittoria da record per 49-0, che ridiede morale alla squadra, mentre McLean veniva operato per l'applicazione di tre viti alla gamba infortunata.
| Camborne 13 settembre 1947 | Cornwall & Devon | 7 – 17 | Australia XV |  |

| 17 settembre 1947 | Midland Counties | 14 – 22 | Australia XV |  |

| Gloucester 20 settembre 1947 | Glouvester $ Somerset | 8 – 30 | Australia XV |  |

| Abertillery 24 settembre 1947 | Abertillery & Cross Keys | 3 – 6 | Australia XV |  |

| Cardiff 27 settembre 1947 | Cardiff RFC | 11 – 3 | Australia XV | Cardiff Arms Park |

| Londra 30 settembre 1947 | Combined Services | 8 – 19 | Australia XV | Twickenham |

| Newcastle 4 ottobre 1947 | Northumberland and Durham | 0 – 49 | Australia XV |  |

### In Scozia
La squadra si spostò dunque in Scozia per tre match contro selezioni molto quotate
| Aberdeen 9 ottobre 1947 | North of Scotland | 0 – 14 | Australia XV |  |

| Melrose 11 ottobre 1947 | South of Scotland | 6 – 15 | Australia XV |  |

| Glasgow 15 ottobre 1947 | Glasgow and Edinburgh | 9 – 23 | Australia XV |  |

### Inghilterra e Galles per la seconda parte del tour
Dopo una facile successo contro una mista di Cumberland e Yorkshire, un duro match contro Newport RFC, durante il quale l'ala Eastes si ruppe un braccio e chiuse il suo tour..
A Neath vinsero facile, prima di recarsi a Llanelli dove la partita terminò quasi in rissa e venne espulso Windon
Dopo questi match accaniti i Wallabies tornarono a Londra dove visitarono la Camera dei Comuni e la Camera dei Lord ed incontrarono il premier Clement Attlee al numero 10 di Downing Street. Più tardi al St James Palace furono ricevuti dal Duca of Gloucester, fratello del re ed ex governatore d'Australia e suo figlio William.
Infine furono ricevuti da re Giorgio VI dalla consorte dalle principesse Elizabetta e Margaret.
Quindi seguì un importante match contro le London Counties, vero e proprio squadrone formato dai migliori giocatori delle squadre londinesi. Incontro vinto agevolmente, malgrado il valore degli avversari.
A Oxford contro la squadra della celebre università, andò in scena un'altra dura partita.
Nel successivo match contro Leicestershire & East Midlands si assistette al ritorno di Windon dopo il periodo di squalifica
| Workington 18 ottobre 1947 | Cumberland and Yorkshire | 0 – 25 | Australia XV |  |

| Newport 23 ottobre 1947 | Newport RFC | 4 – 8 | Australia XV | Rodney Parade (20.000 spett.) |

| Neath 25 ottobre 1947 | Aberavon & Neath | 9 – 19 | Australia XV |  |

| Llanelli 28 ottobre 1947 | Llanelli RFC | 4 – 6 | Australia XV | Stradey Park |

| Londra 30 ottobre 1947 | London Counties | 8 – 20 | Australia XV | Twickenham |

| Cambridge 6 novembre 1947 | Cambridge University | 9 – 12 | Australia XV |  |

| Southhampton 8 novembre 1947 | Hampshire and Sussex | 5 – 14 | Australia XV |  |

| Oxford 13 novembre 1947 | Università di Oxford | 3 – 5 | Australia XV |  |

| Leicester 15 novembre 1947 | Leicester and East Midlands | 11 – 17 | Australia XV | Welford Road |

### Il test con la Scozia
| Arbitro: | Ham Lambert |

|                               |           |                                                      |
| c.p.: Mc Donald drop: Hepburn | Marcatori | mete: Tonkin Howell Keraney, Cooke trasf.: Piper (2) |

### In Irlanda
Dopo un match contro una "mista" di Lancashire and Cheshire, perso di misura a Manchester e durante il quale l'ex campione dell'Impero Britannico dei 100 e 200 metri Cyril Homes realizzò due mete per la selezione inglese, il team si imbarcò per l'Irlanda.
Qui ottenne una sudata vittoria contro Ulster e il ricevimento presso il presidente irlandese Éamon de Valera, vi fu il match contro l'Irlanda, vinto per 3-16
Il viaggio in Irlanda si chiuse con la vittoria a Cork contro Munster
| Manchester 26 novembre 1947 | Lancashire & Cheshire | 9 – 8 | Australia XV |  |

| Belfast 29 novembre 1947 | Ulster Rugby | 8 – 10 | Australia XV | Ravenhill |

| Arbitro: | R.A. Beattie |

|             |           |                                                           |
| c.p.: Quinn | Marcatori | mete: Allan, Burke Tonkin, Windon trasf.: Allan, McMaster |

| Cork 9 dicembre 1947 | Munster Rugby | 5 – 6 | Australia XV |  |

### Il test con il Galles
Fu quindi la volta del Galles che riuscì, unica squadra nazionale, a battere gli australiani e lasciarli a zero con una grande prova difensiva.
| Arbitro: | Alan Bean |

|                 |           |  |
| c.p.: Tamplin 2 | Marcatori |  |

| Pontypool 23 dicembre 1947 | Pontypool, Talywain & Blaenavon | 7 – 9 | Australia XV |  |

### A Londra per il test con l'Inghilterra
La stanchezza e gli infortuni cominciarono a farsi sentire. Contro London Counties giunse questa volta la sconfitta. Il riposo di una settimana aiutò i Wallabies che grazie ad una grande difesa superarono la nazionale inglese.
| Londra 26 dicembre 1947 | London Counties | 14 – 8 | Australia XV | Twickenham |

| Arbitro: | Noel Hamilton Lambert |

|  |           |                                       |
|  | Marcatori | mete: Walker, Windon 2 trasf.: Tonkin |

I Wallabies dominarono nel possesso palla con le seconde linee Cooke e Kraefft che dominarono le rimesse laterali e con una potente prima linea nelle mischie.
Il match fu giocato a ritmo furioso. Ma come nei precedenti test ufficiali, l'area di meta australiana rimase inespugnata. Decisivo fu un incredibile salvataggio di Trevor Allen, che poco dopo la mezz'ora letteralmente spinse in volo fuori dalla linea laterale l'inglese Swarbrick che si era tuffato ormai sicuro della meta.
I Wallabies riuscirono a chiudere in vantaggio per 3-0 il primo tempio grazie ad una meta di Colin Windon. Quindi l'estremo inglese Syd Newman colpì i pali su punizione e gli australiani chiusero poi l'incontro 11-0.

### In Francia
La parte di tour in Francia vide i giocatori stanchi e sfiduciati, anche per gli scarsi risultati economici e al poco pubblico che aveva assistito a molti dei match precedenti. Contro i "Blues" subirono una pesante sconfitta, solo mitigata dalle vittorie nei due match successivi.
| Arbitro: | Cyril Gadney |

|                                              |           |               |
| mete: Basquet 2, Pomathios trasf.: Alvarez 2 | Marcatori | c.p.:Tonkin 2 |

| Bordeaux 15 gennaio 1948 | South West France | 7 – 8 | Australia XV |  |

| Parigi 24 gennaio 1948 | Ile de France | 12 – 30 | Australia XV |  |

### Contro i Barbarians[29]
| Cardiff 31 gennaio 1948 | Barbarians | 9 – 6 | Australia XV | National Stadium |

### In Nord America
| Vancouver 3 marzo 1948 | University of B.C. | 6 – 20 | Australia XV |  |

| Berkeley 17 marzo 1948 | California | 6 – 12 | Australia XV |  |

| San Francisco 20 marzo 1948 | Standford | 10 – 59 | Australia XV |  |

## Il team
- Manager: Arnold Tancred
- Tour secretary: Jeff Noseda
- Capitano: Bill McLean
- Vice-capitano: Trevor Allan

| Nome              | Federazione          | Test giocati | Club                     | Ruolo      |
| ----------------- | -------------------- | ------------ | ------------------------ | ---------- |
| Brian Piper       | Nuovo Galles del Sud | 5            |                          | Estremo    |
| Arthur Tonkin     | Nuovo Galles del Sud | 5            | Gordon RFC               | tre-quarti |
| Trevor Allan      | Nuovo Galles del Sud | 5            | Gordon RFC               | tre-quarti |
| Max Howell        | Nuovo Galles del Sud | 3            |                          | tre-quarti |
| Alan Walker       | Nuovo Galles del Sud | 2            |                          | tre-quarti |
| John MacBride     | Nuovo Galles del Sud | 5            |                          | tre-quarti |
| Charlie Eastes    | Nuovo Galles del Sud |              | Manly RUFC               | tre-quarti |
| Neville Emery     | Nuovo Galles del Sud | 5            |                          | mediano    |
| Cyril Burke       | Nuovo Galles del Sud | 5            |                          | mediano    |
| Roy Cawsey        | Nuovo Galles del Sud |              |                          | mediano    |
| Keith Winning     | Queensland           |              | GPS Brisbane             | Avanti     |
| Douglas Keller    | Nuovo Galles del Sud | 5            | Drummoyne Rugby Club     | Avanti     |
| Phil Hardcastle   | Nuovo Galles del Sud |              | Sydney University        | Avanti     |
| Clem Windsor      | Nuovo Galles del Sud |              | University of Queensland | Avanti     |
| Eddie Broad       | Nuovo Galles del Sud |              |                          | Avanti     |
| Colin Windon      | Nuovo Galles del Sud | 5            | Randwick                 | Avanti     |
| Eric Davis        | Nuovo Galles del Sud | 2            |                          | Avanti     |
| Ken Kearney       | Nuovo Galles del Sud | 5            | Parramatta               | Avanti     |
| Eric Tweedale     | Nuovo Galles del Sud | 4            | Parramatta               | Avanti     |
| Joe Kraefft       | Nuovo Galles del Sud | 5            | Sydney University        | Avanti     |
| Graeme Cooke      | Nuovo Galles del Sud | 5            |                          | Avanti     |
| Arthur Buchan     | Nuovo Galles del Sud | 5            |                          | Avanti     |
| Bob McMaster      | Nuovo Galles del Sud | 1            | Brothers Old Boys        | Avanti     |
| Nicholas Shehadie | Nuovo Galles del Sud | 2            | Randwick                 | Avanti     |
| Bill McLean       | Nuovo Galles del Sud |              | GPS Brisbane             | Avanti     |
| Jimmy Stenmark    | Nuovo Galles del Sud |              | Sydney Univ. & Wagga     | Avanti     |
| Wal Dawson        | Nuovo Galles del Sud |              |                          | Avanti     |
| Kevin Bourke      | Queensland           |              | Brothers Old Boys        | tre-quarti |
| John Fuller       | Nuovo Galles del Sud |              |                          | Avanti     |